# Brooke Raboutou
Pour les articles homonymes, voir Raboutou.
Brooke Raboutou, née le 9 avril 2001 à Boulder (Colorado), est une grimpeuse ayant la double nationalité franco-américaine et concourant pour les États-Unis. Elle est la fille de deux grimpeurs de classe mondiale, le Français Didier Raboutou et l'Américaine Robyn Erbesfield.
Grimpeuse précoce, elle réalise en 2012 dès l'âge de 11 ans des voies de très grande difficulté et est en 2025 la troisième personne à réussir Excalibur à Arco en Italie, cotée 9b+. Brooke Raboutou pratique également la compétition d'escalade, remportant notamment la médaille d'argent au combiné des Jeux Olympiques d'été 2024 à Paris.

## Biographie
Brooke Raboutou naît le 9 avril 2001, à Boulder (Colorado). Ses parents sont deux grimpeurs de classe mondiale, le Français Didier Raboutou et l'Américaine Robyn Erbesfield. Elle a pour frère ainé le grimpeur de bloc Shawn Raboutou.

## Réalisations
À l'âge de 11 ans, Brooke Raboutou est répète Welcome to Tijuana à Rodellar et devient la plus jeune personne à avoir réalisé un 8c/5.14b, (Adam Ondra, le plus jeune homme, avait 6 mois de plus quand il a réalisé son premier 8c). Elle est aussi la plus jeune femme à avoir grimpé un 8b+/5.14a. Elle est la première enfant de 9 ans à avoir réussi un bloc coté V10 et la première de 10 ans à avoir résolu un bloc coté V11.
Le 8 Avril 2025, elle enchaîne Excalibur à Arco en Italie, devenant la première femme à gravir cette voie et la 3ème personne après Stefano Ghisolfi en 2023 et William Bosi en 2025. Avec cette réalisation, elle devient ainsi la première et seule femme a réussir une voie côtée 9b+.
Parmi ses ascensions en falaise, elle a notamment réussi :
- Welcome to Tijuana, Rodellar 8c
- God's Own Stone, Red River Gorge 8b+
- Le Branlotin, Rodellar 8a+
- Rebelion en la granja, Rodellar 8a
- Excalibur, Arco 9b+

## Compétitions
En août 2021, Brooke Raboutou se classée 5e aux Jeux olympiques à Tokyo (épreuve combinée vitesse, bloc, difficulté).
En 2023, elle remporte sa première épreuve de bloc en Coupe du monde d'escalade lors de la saison 2023, à Hachioji, en validant le bloc 1, et en étant la seule à valider les blocs 3 et 4 ; en fin de saison, elle remporte la médaille de bronze du classement final en bloc (avec 2 990 points) et en combiné (bloc + difficulté, avec 4 900 points), et termine 12e en difficulté. Aux championnats du monde 2023, elle remporte une médaille de bronze en bloc.
Aux Jeux Olympiques d'été 2024 de Paris, elle remporte la médaille d'argent au combiné, derrière Janja Garnbret.

## Film
- The Fanatic Search2 - A Girl Thing réalisé par Laurent Triay